# Yoldöndü, Gevaş
Yoldöndü là một xã thuộc thành phố Gevaş, tỉnh Van, Thổ Nhĩ Kỳ. Dân số thời điểm năm 2011 là 967 người.